# Skorkov (Vysočina)
Skorkov é uma comuna checa localizada na região de Vysočina, distrito de Havlíčkův Brod.